# James Tomkins (roer)
James Bruce Tomkins (født 19. august 1965 i Sydney) er en australsk tidligere roer, der er en af alletiders mest succesfulde roere og en af de mest succesfulde australske sportsfolk nogensinde med seks OL-deltagelser, tre OL-guldmedaljer og syv verdensmesterskaber.

## Aktiv karriere
Tomkins begyndte sin seniorkarriere i otteren, og han var med til at vinde VM-bronze i 1985 og -guld i 1986. Ved Commonwealth Games i 1986 var han med til at vinde guld i otteren og bronze i firer med styrmand. Han var første gang med til OL i 1988 i Seoul i otteren, der blev nummer fem.
I 1990 kom han med i fireren uden styrmand sammen med Nick Green, Sam Patten og Mike McKay, og denne besætning vandt VM-guld i 1990 og efter udskiftning af Patten med Andrew Cooper også i 1991. Australierne var derfor blandt favoritterne ved OL 1992 i Barcelona, og de vandt da også planmæssigt deres indledende heat og semifinale. I finalen var de lige så sikre, da de holdt den amerikanske båd, der også havde vundet deres hidtidige løb, bag sig og sikrede sig guldet med over halvandet sekunds forspring, mens slovenerne blev nummer tre.
Guldbesætningen i fireren uden styrmand var tilbage ved VM i 1995, hvor det blev til en femteplads, og efter udskiftning af Cooper med Drew Ginn var båden klar til forsvar af guldet ved OL 1996 i Atlanta. Australierne vandt da også planmæssigt deres indledende heat, men i en meget tæt semifinale måtte de nøjes med en tredjeplads, som dog var nok til kvalifikation til finalen. Her lykkedes det dog australierne at vinde med næsten et halvt sekund ned til franskmændene på andenpladsen fulgt af Storbritannien på tredjepladsen.
Herefter forsøgte Tomkins i andre bådtyper som toer uden styrmand, mens han ved VM i 1998 stillede op i både toer med styrmand og firer med styrmand. Det gav guld i toeren med Nick Green og styrmand Brett Hayman samt i fireren med besætningen fra toeren med styrmand samt Ginn og McKay. I 1999 roede han ved VM toer uden styrmand sammen med Drew Ginn, og det indbragte ham endnu en guldmedalje. Ved OL 2000 i Tomkins' fødeby Sydney var Ginn skadet, så Tomkins stillede op i toeren med Matthew Long. Duoen blev nummer to i indledende heat og vandt derpå semifinalen, men i finalen kunne de ikke følge med Frankrig og USA, der vandt henholdsvis guld og sølv, mens de akkurat holdt en bronzeplacering, da de kom i mål 0,12 sekund foran briterne.
Med Ginn tilbage i toeren blev Tomkins nummer fire ved VM i 2002, og året efter vandt de VM-guld. Ved OL 2004 i Athen var Ginn og Tomkins derfor favoritter, og de levede op til værdigheden ved at vinde både det indledende heat, semifinalen og finalen. I finalen kom de i mål næsten to sekunder foran de kroatiske brødre Siniša og Nikša Skelin, der fik sølv, fulgt af sydafrikanerne Donnie Cech og Ramon di Clemente.
Efter han var fyldt fyrre år, kom Tomkins tilbage i otteren og sluttede sin karriere ved OL 2008 i Beijing, hans sjette OL, hvor han var flagbærer for sit land ved åbningsceremonien. Den australske otter blev her nummer seks.

## Senere karriere og hædersbevisninger
I 2010 blev Tomkins optaget i Rowing Victoria Hall of Fame, og samme år blev han tildelt Thomas Keller-medaljen af FISA (det internationale roforbund). I 2012 blev han optaget i Sport Australia Hall of Fame.
I 2012 blev han valgt ind i Den Internationale Olympiske Komité, og i 2016 blev han valgt ind i eksekutivkomiteen.
Allerede mens han var aktiv som roer, forberedte Tomkins sig på en civil karriere, og han har en finansiel uddannelse. Han arbejder nu med salg i firmaet UBS Global Asset Management.

## Resultater

### OL-medaljer
- 1992:  Guld i firer uden styrmand
- 1996:  Guld i firer uden styrmand
- 2004:  Guld i toer uden styrmand
- 2000:  Bronze i toer uden styrmand

### VM-medaljer
- VM i roning 1986:  Guld i otter
- VM i roning 1990:  Guld i firer uden styrmand
- VM i roning 1991:  Guld i firer uden styrmand
- VM i roning 1998:  Guld i firer med styrmand
- VM i roning 1998:  Guld i toer med styrmand
- VM i roning 1999:  Guld i toer uden styrmand
- VM i roning 2003:  Guld i toer uden styrmand